# 外钱
外钱，货币创造时不增加私人经济个体负债的货币部分。
例如，购买外汇所创造的货币；国家通过央行举债而创造的货币。
作为“外钱”的货币是国民经济中的净财富。